# Esofagită
Esofagita reprezintă inflamația, de diferite grade, a mucoasei esofagiene. Cea mai importantă cauză a acestei afecțiuni este refluxul gastroesofagian cronic (refularea acidului din stomac în esofag), dar există și alte cauze, mai rare.

## Semne și simptome
Cel mai frecvent, esofagita se manifestă prin:
- durere sau arsură în spatele sternului;
- durere (odinofagie) sau greutate (disfagie) la înghițire, fie că este vorba despre alimente solide, fie lichide;
- senzație de greață;
- vomă sau emeză;
- durere abdominală;
- tuse.

Nediagnosticată și netratată la timp, această afecțiune poate evolua și se poate complica cu hemoragie digestivă, fistule sau perforație.